# U-540
 U-540  — немецкая подводная лодка типа IXC/40, времён Второй мировой войны. 
Заказ на постройку субмарины был отдан 5 июня 1941 года. Лодка была заложена на верфи судостроительной компании «Дойче Верфт АГ» в Гамбурге 12 мая 1942 года под строительным номером 361, спущена на воду 18 декабря 1942 года, 10 марта 1943 года под командованием капитан-лейтенанта Лоренса Каша вошла в состав учебной 4-й флотилии. 1 октября 1943 года вошла в состав 10-й флотилии. Лодка совершила один боевой поход, успехов не достигла. 17 октября 1943 года лодка была потоплена к востоку от мыса Фервелл, Гренландия, в районе с координатами 58°38′ с. ш. 31°56′ з. д. глубинными бомбами двух британских самолётов типа «Либерейтор». Все 55 членов экипажа погибли. 